# Stropharia
Genre
Stropharia (les strophaires) est un genre de champignons basidiomycètes de la famille des strophariacées. Leur nom est tiré du grec Strophos signifiant « ceinture », sans doute en référence à l'anneau ou à la trace d'anneau qu'ils portent souvent.
Ce sont des champignons de taille relativement modeste (diamètre du chapeau 4 à 8 cm), fragiles, poussant sur la sciure, le crottin ou l'humus des bois. Selon les espèces, leur comestibilité est inconnue, douteuse ou médiocre, sauf le Strophaire à anneau rugueux (ou Strophaire rouge vin) qui est grand (le chapeau peut atteindre une quinzaine de centimètres de diamètre) et comestible bien qu'il cause des douleurs à l'estomac quand consommé trop souvent.

## Liste des espèces
Le genre Stropharia compte une vingtaine d'espèces. L'espèce type est Stropharia aeruginosa, le Strophaire vert-de-gris.
- Stropharia albonitens (Fr.) P. Karst. 1879 - Strophaire blanc soyeux
- Stropharia ambigua
- Stropharia aurantiaca (Cooke) M. Imai - Strophaire orangée Photo
- Stropharia caerulea Kreisel - Strophaire bleue
- Stropharia coronilla (Bull. ex DC.) Quél. (1872) [as 'coronillus'] - Strophaire coronillé
- Stropharia cubensis
- Stropharia cyanea (Bolt. ex Secr.) Tuomikoski
- Stropharia formosa Y.S.Chang ex Ratkowsky & Gates 2002
- Stropharia halophila Pacioni, in Jahnke, Hoffmann & Pacioni 1988 - Strophaire des dunes
- Stropharia hornemannii (Fr.) S. Lundell & Nannf.,1934
- Stropharia inuncta (Fr.) Quél., (1872) - Strophaire porphyre
- Stropharia lepiotiformis (Cooke & Massee) Sacc. (1891) [as 'lepiotæformis']
- Stropharia luteonitens (Vahl : Fr.) Quél. (1872)
- Stropharia mammillata (Schulzer ex Kalchbr.) Sacc., (1887)
- Stropharia melasperma (Bull. ex FR.) Quel. - Strophaire à lames noires
- Stropharia percevalii (Berk. & Broome) Sacc. [as 'percevali']
- Stropharia pseudocyanea (Desm.) Morgan, (1908) - Strophaire blanc bleuté
- Stropharia rugosoannulata Farl. ex Murrill (1922) - Strophaire à anneau rugueux ou Strophaire rouge vin
- Stropharia semiglobata sensu Massee (1899) [1898] - Strophaire hémisphérique Photo.
- Stropharia semiorbicularis
- Stropharia stercoraria (Schumach. : Fr.) Quél. (1872)
- Stropharia subuda (Cleland) Grgur. (1997)

Stropharia merdaria est un synonyme de plusieurs espèces :
- Stropharia merdaria (Fr. : Fr.) Quél. sensu Cleland (1934) = Psilocybe kolya
- Stropharia merdaria (Fr. : Fr.) Quél. sensu 'Wollaston' in AD = Psilocybe coprophila
- Stropharia merdaria (Fr. : Fr.) Quél. = Psilocybe merdaria

## Sources
- Les Champignons, Roger Phillips, éditions Solar,  (ISBN 2-263-00640-0)